# Ryan Gauld
Ryan Gauld, né le 16 décembre 1995 à Aberdeen, est un footballeur écossais qui joue au poste de milieu offensif aux Whitecaps de Vancouver en MLS.

## Biographie
Après avoir entamé sa jeune carrière de footballeur dans le modeste club de Brechin City Boys Club, Ryan Gauld rejoint à l'âge de 11 ans l'un des principaux clubs du pays, le Dundee United Football Club. Il fait ses débuts en équipe première dès l'âge de 16 ans, à la fin de la saison 2011-2012, le 13 mai 2012, en remplaçant Johnny Russell à la 87e minute d'une rencontre contre Motherwell. La saison suivante, il continue sa progression en participant à dix rencontres de championnat, et inscrit même son premier but lors de sa première titularisation contre St Johnstone. Lors de la saison 2013-2014, il s'impose définitivement, alors qu'il n'a même pas encore atteint ses 18 ans, participant à 31 rencontres de championnat et inscrivant six buts. Il est nommé pour remporter la distinction de meilleur jeune joueur du championnat, mais c'est finalement son coéquipier Andrew Robertson qui remporte le prix. Surnommé « mini-Messi » par ses coéquipiers, il suscite l'intérêt de plusieurs grands clubs européens, dont ceux d'Arsenal et Manchester United.
Le 2 juillet 2014, il connaît la consécration en étant officiellement présenté comme recrue du Sporting Clube de Portugal en vue de la saison 2014-2015. Il signe un contrat de six ans et sa clause libératoire est fixée à 60 millions d'euros. Étant donné son jeune âge et sa méconnaissance du football portugais, le Sporting l'envoie d'abord faire ses preuves en équipe réserve dans le Championnat du Portugal de football de deuxième division où il s'impose immédiatement comme titulaire et il inscrit son premier but, lors de la quatrième journée, le 27 août 2014, contre le Clube Desportivo das Aves. Il est également convoqué avec l'équipe d'Écosse espoirs de football pour les matchs de qualifications du Championnat d'Europe de football espoirs 2015.
Le 11 janvier 2019, il est prêté pour six mois à l'Hibernian FC.
Le 16 juillet 2019, il signe un contrat de deux saisons en faveur de Sporting Clube Farense
.

## Statistiques
| Saison      | Club          | Pays     | Championnat          | Championnat | Championnat | Coupes nationales | Coupes nationales | Coupe d'Europe | Coupe d'Europe | Coupe d'Europe | Total  | Total |
| Saison      | Club          | Pays     | Division             | Matchs      | Buts        | Matchs            | Buts              | Type           | Matchs         | Buts           | Matchs | Buts  |
| ----------- | ------------- | -------- | -------------------- | ----------- | ----------- | ----------------- | ----------------- | -------------- | -------------- | -------------- | ------ | ----- |
| 2011 - 2012 | Dundee United | Écosse   | Scottish Premiership | 1           | 0           | -                 | -                 | -              | -              | -              | 1      | 0     |
| 2012 - 2013 | Dundee United | Écosse   | Scottish Premiership | 10          | 1           | 1                 | 0                 | -              | -              | -              | 11     | 1     |
| 2013 - 2014 | Dundee United | Écosse   | Scottish Premiership | 31          | 6           | 7                 | 2                 | -              | -              | -              | 38     | 8     |
| 2014 - 2015 | Sporting CP   | Portugal | Liga                 | -           | -           | -                 | -                 | C1             | -              | -              | -      | -     |

Dernière mise à jour le 2 juillet 2014.